# ألان بال
ألان بال (بالإنجليزية: Allan Ball)‏ (26 فبراير 1943 في المملكة المتحدة - 21 يوليو 2018) هو لاعب كرة قدم بريطاني في مركز حراسة المرمى. لعب مع كوين أوف ساوث.

## وصلات خارجية
- ألان بال على موقع قاعدة بيانات كرة القدم.إي يو (الإنجليزية)